# Стине Болтер
Стине Болтер (на датски: Stine Bolther) е датска телевизионна и радио водеща, репортер на живо, разследваща журналистка и писателка на произведения в жанра криминален роман, трилър и документалистика.

## Биография и творчество
Стине Болтер е родена през 1976 г. в Калундборг, Дания. Завършва гимназия през 1995 г., след което започва работа като журналист. В продължение на 20 години е съдебен и криминален репортер с ресор службите за спешна помощ, полицията и съдебната система. В периода 1996 – 2000 г. е редакционен секретар и журналист в месечното списание CHILI и музикалното списание Frikvarter, в периода 2000 – 2011 г. е съдебен и криминален репортер, и заместник-началник на криминалния отдел на вестник „Екстра Бладет“, в периода 2011 – 2015 г. е тв водещ, радио водещ и организатор на Kanal 5 и POP FM в SBS Discovery Media, в периода 2015 – 2016 г. е видео журналист и репортер на живо в TV2 Lorry, а в периода 2016 – 2017 г. е журналист, видеооператор, редактор, диктор, телевизионна водеща в „Екстра Бладет ТВ“ и „Кримицентрален“ на ТВ3. От 2017 г. е независим журналист, съветник по пресата, ръководител на курсове със собствена комуникационна агенция и специалист по кризисна комуникация и екранно обучение.
Първата ѝ книга „Ръководител на отдел „Убийства“ от едноименната поредица е издадена през 2006 г. В книгата бившият началник на отдел „Убийства“ на полицията в Копенхаген Уве Дал разказва за някои от най-големите случаи, в чието разследване е участвал и неговият поглед върху престъплението в цялост. Книгата става бестселър и е последвана от още бестселъри за престъпленията в Дания и разкриването им в сътрудничество с бившите шефове на отдел „Убийства“ и следователи Курт Краг, Бент Изагер-Нилсен, Йенс Мьолер Йенсен и Уве Педерсен, и съдебните патолози Бент Кемпе и Ханс Петер Хоуген.
Първият ѝ роман „Отмъщение“ е издаден през 2009 г. В историята криминалната репортерка Лиз Тофт отразява шокиращото убийство на министъра на правосъдието Нилс Хенрик Хоф и съпругата му в дома им в Клампенборг. Търсенето на истината я отвежда в сенчести среди на страната и в един момент се оказва твърде близо до убиеца.
През 2020 г., в съавторство с журналистката Лине Холм, е издаден трилърът ѝ „Сърце в лед“ от поредицата „Случаите на Юст и Дирк“. В първите дни на новата 2020 година на оградата на Датския червен кръст е открит „обесен“ неговият генерален директор. Същевременно историчката в Музея на полицията, Мария Юст, подготвя изложба с емблематични неразкрити убийства от последния век в Дания и открива престъпление, подобно на извършеното с идентичен „подпис“. Заедно със следователите от Отдел „Убийства“, Дирк и Далин, стигат до една от най-срамните страници в историята на Дания, извършвани в името на „хуманни“ цели и прикрити от държавната машина. Романът става бестселър в списъка на „Шпигел“.
Стине Болтер живее в Северна Зеландия.

## Произведения

### Самостоятелни романи
- Hævn (2009)[1][2]

### Поредица „Случаите на Юст и Дирк“ (Maria Just) – сЛине Холм
1. For barnets bedste (2020)[2][3]
Сърце в лед, изд.: „Емас“, София (2021), прев. Ева Кънева
2. Lovløs (2021)
Гроб без име, изд.: „Емас“, София (2023), прев. Ева Кънева
3. Natjæger (2023)

### Документалистика
- Det perfekte mord (2010) – с Бент Кемпе, съдебен патолог и главен съдебен химик до 2004 г.[1][2]
- Opklaret (2018) – с Йенс Мьолер Йенсен, следовател и антитерорист
- De 7 dødssynder (2018) – със съдебния патолог Ханс Петер Хоуген и следователя Бент Изагер-Нилсен
- Jeg som anklager (2019) – с Якоб Бух-Йепсен, адвокат и прокурор

### Поредица „Ръководител на отдел „Убийства“ (Drabschefen)
истории за най-коментираните случаи на убийства и разследването им
1. Drabschefen (2006) – с Уве Дал, бивш началник на отдел „Убийства“ на полицията в Копенхаген до 2011 г.[1][2]
2. Drabschefen nye sager (2012) – с Уве Дал
3. Drabscheferne de største sager (2016) – с Уве Дал и Курт Краг (разследващ убийства до 2010 г.)

### Екранизации
- 2014 – 2016 Politijagt – тв сериал, 2 епизода